# 1,4-Dichlorbutan
1,4-Dichlorbutan ist eine organische chemische Verbindung aus der Gruppe der Chloralkane.

## Herstellung
1,4-Dichlorbutan entsteht beim Erhitzen von Tetrahydrofuran mit Chlorwasserstoffsäure (HCl).
Der cyclische Ether Tetrahydrofuran (THF) wird dabei in einer ersten Substitutionsreaktion in das aliphatische 4-Chlorbutanol überführt.
Dieses Zwischenprodukt wird in einer weiteren Substitutionsreaktion zum 1,4-Dichlorbutan umgesetzt.

## Eigenschaften
1,4-Dichlorbutan ist eine entzündliche farblose Flüssigkeit mit aromatischem Geruch, die schwer löslich in Wasser ist. Sie besitzt eine dynamische Viskosität von 1,46 mPa·s bei 20 °C.

## Verwendung
1,4-Dichlorbutan ist ein Edukt für die Nylon-Synthese.

## Sicherheitshinweise
Die Dämpfe von 1,4-Dichlorbutan können mit Luft ein explosionsfähiges Gemisch (Flammpunkt 52 °C, Zündtemperatur 220 °C) bilden.